# Chadžimurat Gacalov
Chadžimurat Soltanovič Gacalov (in russo Хаджимурат Солтанович Гацалов?; 11 dicembre 1982) è un lottatore russo, specializzato nella lotta libera.

## Palmarès

### Olimpiadi
- 1 medaglia:
  - 1 oro (Atene 2004 nella lotta libera 96 kg)

### Mondiali
- 7 medaglie:
  - 5 ori (Budapest 2005 nella lotta libera 96 kg; Canton 2006 nella lotta libera 96 kg; Baku 2007 nella lotta libera 96 kg; Herning 2009 nella lotta libera 96 kg; Budapest 2013 nella lotta libera 120 kg)
  - 1 argento (Mosca 2010 nella lotta libera 96 kg)
  - 1 bronzo (Tashkent 2014 nella lotta libera 125 kg)

### Europei
- 5 medaglie:
  - 3 ori (Riga 2003 nella lotta libera 96 kg; Ankara 2004 nella lotta libera 96 kg; Mosca 2006 nella lotta libera 96 kg)
  - 2 bronzi (Varna 2005 nella lotta libera 96 kg; Tampere 2008 nella lotta libera 96 kg)